# Adrien Auzout

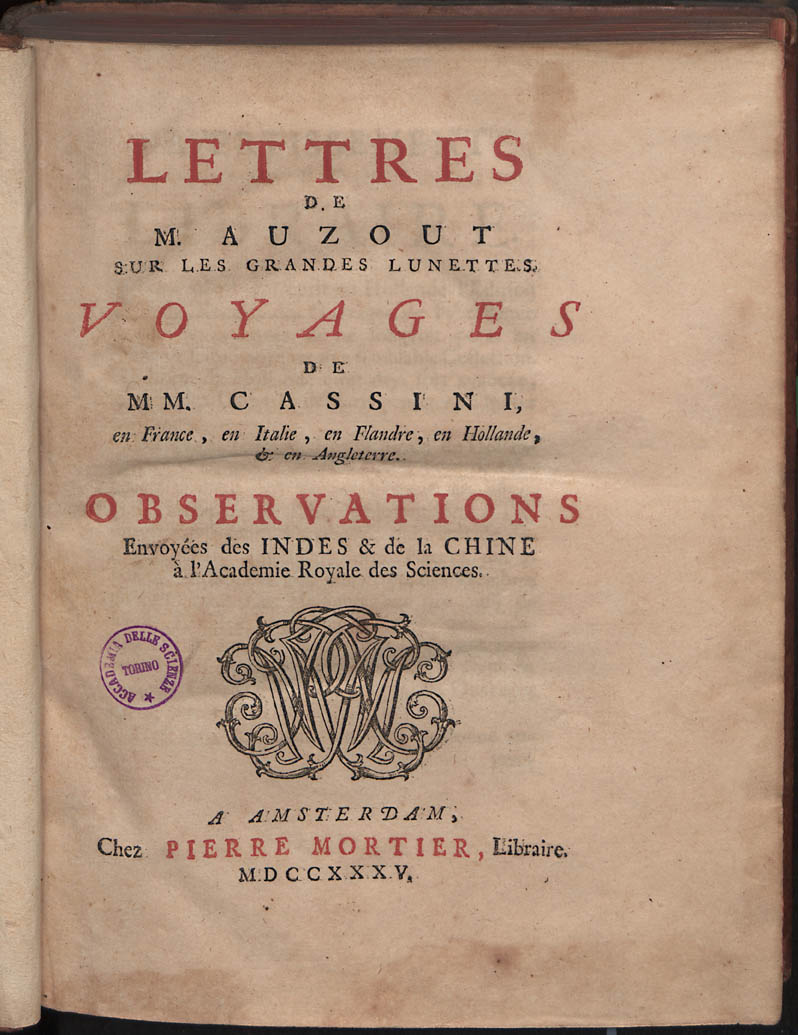
Lettres sur les grandes lunettes, 1735

Adrien Auzout (Rouen, 28 de enero de 1622 - Roma, 23 de mayo de 1691) fue un físico y astrónomo francés, diseñador de telescopios y de instrumentos meteorológicos.

## Biografía
Auzout nació en Ruan, Francia, hijo de un conserje de la corte de Ruan. Se desconoce cuál fue su formación. Ingresa en el mundo académico al visitar en Rouen a Blaise Pascal. En 1648, comenzó una correspondencia con Marin Mersenne, luego se unió al círculo académico formado alrededor de Henri Louis Habert de Montmor. Argumenta, siguiendo las observaciones de  cometas realizadas en 1664-1665, a favor de su órbita elíptica o parabólica, oponiéndose en esto a su rival Johannes Hevelius. 
Fue uno de los miembros fundadores del Observatorio real de París. Atraído por las ideas de Huygens, trabajó en 1667-6868 con Jean Picard para aplicar el telescopio a un cuadrante de casi un metro y construir el micrómetro de hilo móvil que se utiliza para medir el diámetro aparente de los cuerpos celestes. Lo usaron de manera correcta para determinar posiciones en la Tierra. En 1666, ingresó en la Academia de las Ciencias Francesa, pero la dejó en 1668, probablemente a raíz de sus duras críticas a la traducción de Vitruvio de Claude Perrault y la disputa que siguió. 
Luego viajó a Italia, donde permaneció durante veinte años, hasta que murió en Roma en 1691. Poco se sabe sobre sus actividades en este periodo.
Auzout en 1647 realizó un experimento que demostró el rol de la presión atmosférica en el barómetro de mercurio. Esto es poco nombrado, debido sobre todo a que Auzout construyó telescopios de hasta 180 metros de longitud focal. Incluso llegó a considerar brevemente la construcción de telescopios enormes, de hasta 1000 pies, con los que se podría, según conjeturó, observar animales en la Luna.

## Reconocimientos
- El cráter lunar Auzout fue nombrado en su memoria.[3]

## Publicaciones
Se encuentran varios textos de Auzout en Histoire de l'Académie royale des sciences, tomo 7,  parte 1, 1729.
- Auzout, Adrien (1665). Lettre à monsieur l'Abbé Charles, sur le Ragguaglio di due nuove osservationi, etc. da Giuseppe Campani (en francés). Jean Cusson.[4]
- Auzout, Adrien (1735). Lettres sur les grandes lunettes (en francés). Pieter Mortier.
- Lettre de M. Auzout du 17 juin à M. Petit, etc., 1665.
- Réponse de Monsieur Hook [sic] aux considérations de M. Auzout, contenue dans une lettre écrite à l'auteur des « Philosophical Transactions », et quelques lettres écrites de part et d'autre sur le sujet des grandes lunettes. Traduite d'anglais, 1665.[5]
- Manière exacte pour prendre le diamètre des planètes, 1667.
  - (en inglés) An extract of a letter written Decemb. 28. 1666. By M. Auzout to the publisher, concerning a way of his, for taking the diameters of the planets, and for knowing the parallax of the Moon; as Also the reason, why in the solar eclipse above calculated, the diameter of the Moon did increase about the end (enlace roto disponible en Internet Archive; véase el historial, la primera versión y la última). — Phil. Trans. 1665 1 1-22 373-375; doi 10.1098/rstl.1665.0138
- «Du micromètre», en Divers ouvrages de mathématiques et de physique, par MM. de l'Académie royale des sciences, 1693

También hay trazas de las intervenciones de Auzout en la Academia en sus primeros procesos verbales.

### Lista de memorias
- Mémoires d'Auzout en las Mémoires de l'Académie royale des sciences, París, 1776